# Иннс-Кер, Джеймс, 6-й герцог Роксбург
Джеймс Генри Роберт Иннс-Кер, 6-й герцог Роксбург (англ. James Innes-Ker, 6th Duke of Roxburghe; 12 июля 1816 — 23 апреля 1879) — британский аристократ, пэр и землевладелец.

## Ранняя жизнь
Родился 12 июля 1816 года. Он был единственным выжившим ребёнком Джеймса Иннс-Кера, 5-го герцога Роксбурга (1736—1823), и Гарриет Чарлвуд (ок. 1778—1855). До женитьбы его родителей в 1807 году его отец овдовел от брака с Мэри Рэй, старшей дочерью сэра Джона Рэя, 12-го баронета. После смерти его отца в 1823 году его мать снова вышла замуж за подполковника Уолтера Фредерика О’Рейли из Королевского африканского корпуса 14 ноября 1827 года.
Его дедом по материнской линии был Бенджамин Чарлвуд из Виндлшема в графстве Суррей, а его дедушкой и дедушкой по отцовской линии были сэр Генри Иннс, 5-й баронет (? — 1762), и Энн Драмуды (урожденной Грант) Иннс (? — 1771).
19 июля 1823 года в возрасте семи лет он унаследовал титулы и владения своего отца. Он получил образование в Итонском колледже (Виндзор, графство Беркшир) и колледже Крайст-черч (Оксфордский университет, Оксфорд, Оксфордшир).
11 августа 1837 года ему был пожалован титул 1-го графа Иннса в системе Пэрства Соединенного королевства.

## Карьера
В 1840 году герцог Роксбург стал кавалером Ордена Чертополоха. Он носил звание генерал-лейтенанта Королевской роты лучников, а также занимал должности губернатора Национального банка Шотландии и лорда-лейтенанта Беруикшира с 1873 до своей смерти в 1879 году.

## Личная жизнь

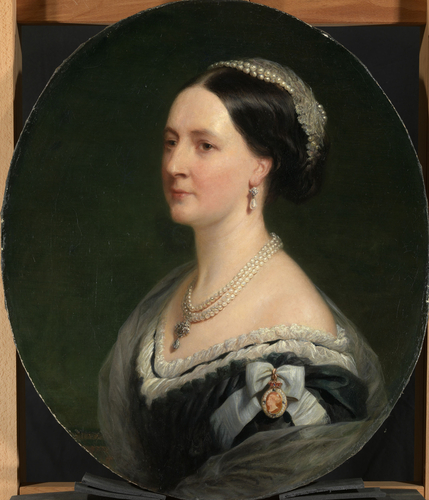
Сюзанна Иннс-Кер, герцогиня Роксбург (1814—1895), жена 6-го герцога Роксбурга

29 декабря 1836 года герцог Роксбург женился на Сюзанне Стефании Далбиак (28 августа 1814 — 6 мая 1895), единственном ребёнке генерал-лейтенанта сэра Джеймса Чарльза Далбиака (1776—1847) и Сюзанны (урожденной Далтон) Далбиак (? — 1829). У супругов было четверо детей:
- Леди Сьюзен Харриет Иннс-Кер (13 ноября 1837 — 16 октября 1909), которая вышла замуж в 1857 году за сэра Джеймса Гранта Сатти, 6-го баронета (1830—1878)[1]
- Джеймс Генри Роберт Иннс-Кер, 7-й герцог Роксбург (5 сентября 1839 — 23 октября 1892), женат с 1874 года на Энн Эмили Спенсер-Черчилль (1854—1923), дочери Джона Спенсера-Черчилля, 7-го герцога Мальборо[1]
- Леди Шарлотта Изабелла Иннс-Кер (8 августа 1841 — 24 апреля 1881), муж с 1862 года Джордж Рассел (1830—1911), старший сын капитана Уильяма Рассела[1]
- Подполковник Лорд Чарльз Джон Иннс-Кер (31 декабря 1842 — 19 ноября 1919), женат с 1866 года на Бланш Мэри Уильямс (? — 1914), дочери полковника Томаса Пирса Уильямса из Крейг-и-Дона[1].

Джеймс Иннс-Кер, 6-й герцог Роксбург, скончался в Генуе 23 апреля 1879 года . После похорон в замке Флорс он был перезахоронен в проходе в Боудене. Его титулы и владения наследовал его старший сын Джеймс Иннс-Кер, 7-й герцог Роксбург. Вдовствующая герцогиня Роксбург была одной из фрейлин королевы Виктории до своей смерти в 1895 года.

## Титулатура
- 6-й герцог Роксбург (с 19 июля 1823)
- 7-й баронет Иннс (с 19 июля 1823)
- 10-й лорд Роксбург (с 19 июля 1823)
- 6-й виконт Броксмут (с 19 июля 1823)
- 6-й граф Келсо (с 19 июля 1823)
- 6-й маркиз Боумонт и Кессфорд (с 19 июля 1823)
- 10-й граф Кер из Кессфорда и Кавертауна (с 19 июля 1823)
- 10-й граф Роксбург (с 19 июля 1823)
- 6-й лорд Кер из Кессфорда и Кавертауна (с 19 июля 1823).
- 1-й граф Иннс (с 11 августа 1837)